# Giulia Cargnelli
Giulia Cargnelli (ur. 18 marca 1988) – włoska lekkoatletka specjalizująca się w skoku o tyczce.

## Osiągnięcia
- medalistka mistrzostw kraju w różnych kategoriach wiekowych
- reprezentantka Włoch w ważnych zawodach międzynarodowych (mistrzostwa świata kadetów, mistrzostwa świata juniorów, młodzieżowe mistrzostwa Europy)

## Rekordy życiowe
- skok o tyczce (stadion) – 4,10 (2011)
- skok o tyczce (hala) – 4,15 (2010)